# وداع: منع الحداد
«وداع: منع الحداد» 
(بالإنجليزية: A Valediction: Forbidding Mour)‏ هي قصيدة ميتافيزيقية لجون دون. كُتبِت وداع في عام 1611 أو 1612 عن زوجته آن قبل مغادرته في رحلة إلى أوروبا القارية، وهي قصيدة حب من 36 سطرًا نُشرت لأول مرة في مجموعة Songs and Sonnets، بعد عامين من وفاة دون. القصة استنادًا إلى موضوع عاشقين على وشك الانفصال لفترة ممتدة، فإن القصيدة جديرة بالملاحظة لاستخدامها للغرور والتماثلات والخيالات البارعة لوصف علاقة الزوجين؛ قام النقاد بربطه موضوعياً بالعديد من أعماله الأخرى، بما في ذلك «وداع: اسمي، في النافذة»، والتأمل الثالث من السوناتات المقدسة و «وداع: البكاء».